# 通洋镇
通洋镇是中国江苏省盐城市射阳县下辖的一个镇。

## 行政区划
通洋镇下辖以下行政区：
通洋港居委会、曙光居委会、建东村、徐庄村、邵尖村、新塘村、六塘村、牡丹村、文明村、青龙村、塘合村、塘东村